# Parablennius salensis
Parablennius salensis är en fiskart som beskrevs av Bath, 1990. Parablennius salensis ingår i släktet Parablennius och familjen Blenniidae. Inga underarter finns listade i Catalogue of Life.